# Дронго чорний

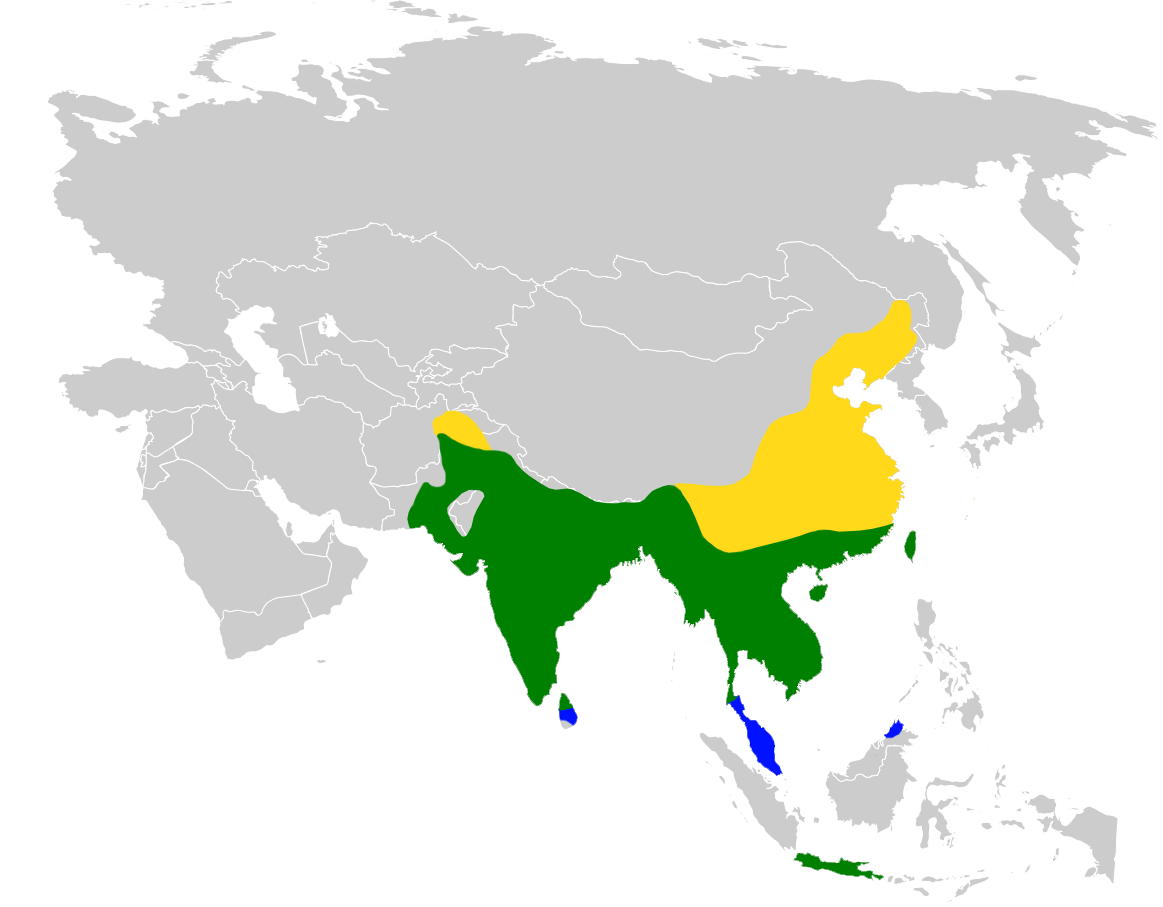
Поширення чорного дронго

Дронго чорний (Dicrurus macrocercus) — вид невеликих горобцеподібних птахів родини дронгових (Dicruridae). Має 7 підвидів.

## Опис
Птах розміром зі шпака. Загальна довжина 27—30 см при вазі 51 г. Довжина крила самців 142—159 мм, самиць — 143,5—145 мм. Хвіст довгий — 130—150 мм, глибоко вирізаний. Косиці хвоста трохи розведені в боки. Ноги короткі, дзьоб недовгий, міцний, з невеликим гачком на вершині, оточений пружними щетинками.
Доросла птиця цілком чорна з синюватим або зеленуватим металевим відливом, особливо сильним на спинний стороні. Дзьоб і ноги чорні, райдужина очей темно-червона. У першому річному вбранні на пір'ї черева і подхвостья видно білуваті облямівки, що утворюють слабкий лускатий малюнок, райдужина темно-коричнева.

## Спосіб життя
Населяє порослі деревами місцевості, як в природному, так і в культурному ландшафті. Нерідко супроводжує стада рогатої худоби, розшукуючи комах близько тварин і на їх спинах. Часто сидить на проводах або одиночних гілках. Утворює громади у 20—30 особин. Полює за літаючими комахами, зокрема метеликами, сараною, цикадами, термітами, осами, бджолами, мурахами, міллю, жуками, бабками. Іноді полює на дрібну рибу, скорпіонів та багатоніжок.
Голос металевий, дзвінкий, у пісні часто звучать коліна, запозичені з пісень інших птахів, зокрема туркестанського яструба, чим відлякує ворогів. Линька відбувається раз на рік, повна — наприкінці літа і восени.
Розмноження чорних дронго буває в квітні — серпні. Гнізда влаштовуються високо на дереві. Іноді на цьому ж дереві можуть перебувати гнізда вивільги або голуба. Дронго мирно уживається з цими птахами, тоді як ворон і яструбів рішуче виганяє зі своєї гніздової ділянки. У кладці 3—5 яєць білого кольору з бурими і фіолетовими цяточками.

## Поширення
Розповсюджено в Південній і Східній Азії: від Ірану до Індії (тут доволі звичайний птах), на південь до островів Шрі-Ланка, на островах Ява і Балі (Індонезія).

## Підвиди
- D. m. macrocercus (Vieillot, 1817)
- D. m. albirictus (Hodgson, 1836)
- D. m. minor Blyth, 1850
- D. m. cathoecus Swinhoe, 1871
- D. m. thai Kloss, 1921
- D. m. javanus Kloss, 1921
- D. m. harterti Baker, 1918